# Тулинцы

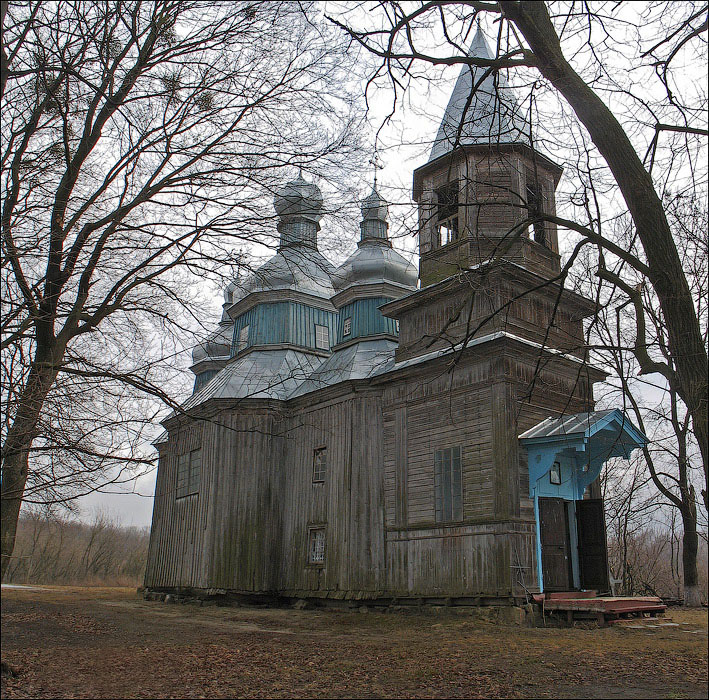
Церковь Рождества Пресвятой Богородицы в Тулинцах

Ту́линцы (укр. Тулинці) — село, входит в Мироновский район Киевской области Украины.
Население по переписи 2001 года составляло 383 человека. Почтовый индекс — 08822. Телефонный код — 4574. Занимает площадь 35 км². Код КОАТУУ — 3222988001.
На окраине села расположена деревянная церковь Рождества Пресвятой Богородицы 1779-84 гг. постройки - один из лучших образцов деревянного культового зодчества Правобережной Украины.

## Местный совет
08822, Київська обл., Миронівський р-н, с.Тулинці, вул.Барвіночна,2

## История
В XIX веке село Тулинцы было в составе Македонской волости Каневского уезда Киевской губернии.